# Dangerous Hours
Dangerous Hours è un film muto del 1919 diretto da Fred Niblo. La sceneggiatura di C. Gardner Sullivan si basa su A Prodigal in Utopia, racconto di Donn Byrne pubblicato (in data non determinata) su The Saturday Evening Post.

## Trama
A Paterson, nel New Jersey, gli operai dei setifici sono entrati in sciopero: ammaliato da Sophia Guerni, un'agitatrice bolscevica che guida gli scioperanti insieme a Boris Blotchi, il giovane John King appoggia il progetto di un nuovo sciopero che andrà a colpire i cantieri navali Weston nonostante l'azienda sia gestita dalla sua ex fidanzata, May Weston, una ragazza che lui conosce dall'infanzia. Quando però John si rende conto che gli agitatori minacciano ed estorcono del denaro a May, non può far a meno di intervenire: aggredito, resta gravemente ferito. May e il dottor King, il padre di John, cercano un rifugio per sfuggire agli attacchi, ma gli agitatori gettano delle bombe nell'edificio dove si trovano. Scioccato dagli accadimenti, John finisce per rigettare le teorie rivoluzionarie. Così facendo, riconquista l'affetto di May che lo perdona.

## Produzione
Il film fu prodotto dalla Thomas H. Ince Corporation con il titolo di lavorazione Americanism (Versus Bolshevism).

## Distribuzione
Distribuito dalla Paramount Pictures (come Famous Players-Lasky Corporation) e presentato da Thomas H. Ince, il film uscì nelle sale cinematografiche degli Stati Uniti nel dicembre 1919. Il copyright del film, richiesto dalla Thomas H. Ince Corp., fu registrato il 29 febbraio 1920 con il numero LP14488.
Copia della pellicola viene conservata negli archivi dell'UCLA.